# Pastrovici
Paštrovićii (Alfabetul chirilic sârbesc: Паштровићи) a fost un clan sârbesc de coastă în Muntenegru.

## Istorie
Oamenii și teritoriul Paštrovićilor au fost menționate pentru prima oară în 1355, când împăratul sârb Stefan Uroš IV Dušan a Serbiei (Dušan cel puternic) a trimis un nobil, pe Nikolica Paštrović într-o misiune diplomatică în Dubrovnik. Membrii acestei comunități au fost de confesiune ortodoxă, dar ca rezultat a catolicizării, o minoritate catolică încă există.
Din acele timpuri, Paštrovićii erau menționați în mod regulat în documentele din arhivele din Kotor, Dubrovnik, Zadar și Veneția.
În 1423, reprezentații aleși a comunității Paštrovićilor au semnat un tratat cu Republica Veneția și au devenit parte a statului venețian. În acel tratat, Paštrovićilor le-au fost garantată autonomia și schimbul liber de mărfuri în interiorul statului venețian, fără a plăti taxe vamale sau de orice alt fel. În schimb, Paštrovićii au căzut de acord să se alăture armatei Venețiene, pentru a lupta în țările din apropriere.
Paštrovićii fuseseră parte a Republicii Veneția până la căderea ei, în 1797.
Familii descendente clanului Paštrovići:
Novaković, Paštar, Bečići, Čučuci, Gracuni, Klapavice, Kalađurđevići, Dabkovići, Kuljače, Kentere, Kažanegre, Balići, Mitrovići, Grlomani, Anđusi, Despotovići, Đuraševići, Sankovići, Jovanovići, Rađenovići, Luketići, Vojnići, Rafailovići, Markićevići, Divanovići, Goliši, Ljubiše, Niklanovići, Krute, Radovići, Vukovići, Sklenderi, Pavlovići, Kaloštrovići, Đedovići, Đakonovići, Zenovići, Perazići, Bosnići, Franovići, Franićevići, Srzentići, Davidovići, Mikovići, Medigovići, Gregovići, Androvići, Radanovići, Šoljage, Vukotići, Suđići, Andrići, Midžori, Todorice, Armenci, Medini, Milutinovići, Draškovići, Živkovići, Perovići, Mainići.

## Membri emeriți ai clanului
- Sf. Stefan Štiljanović, prinț
- Stjepan Mitrov Ljubiša, poet
- Rade Androvic, erou național